# Sapindus
Sapindus là tên khoa học của Chi bồ hòn đó là chi điển hình của Sapindales (bộ bồ hòn) và Sapindaceae (họ bồ hòn).  Các loài trong chi này có nguồn gốc ở vùng ôn đới ấm và nhiệt đới trên thế giới: 2 loài đặc hữu ở Việt Nam.

## Các loài

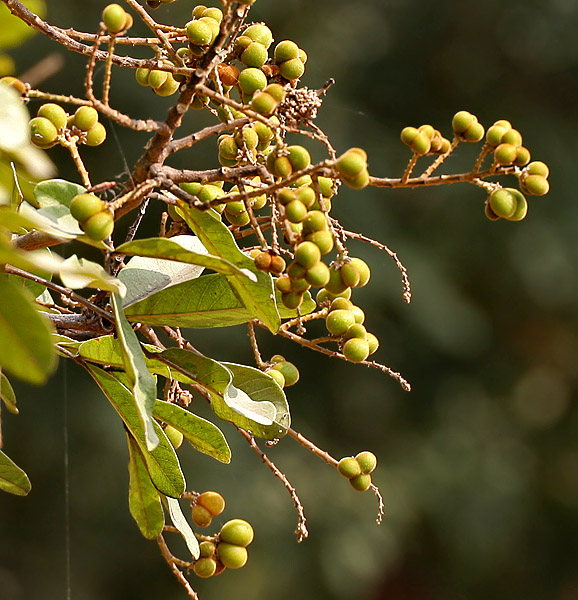
Sapindus emarginatus

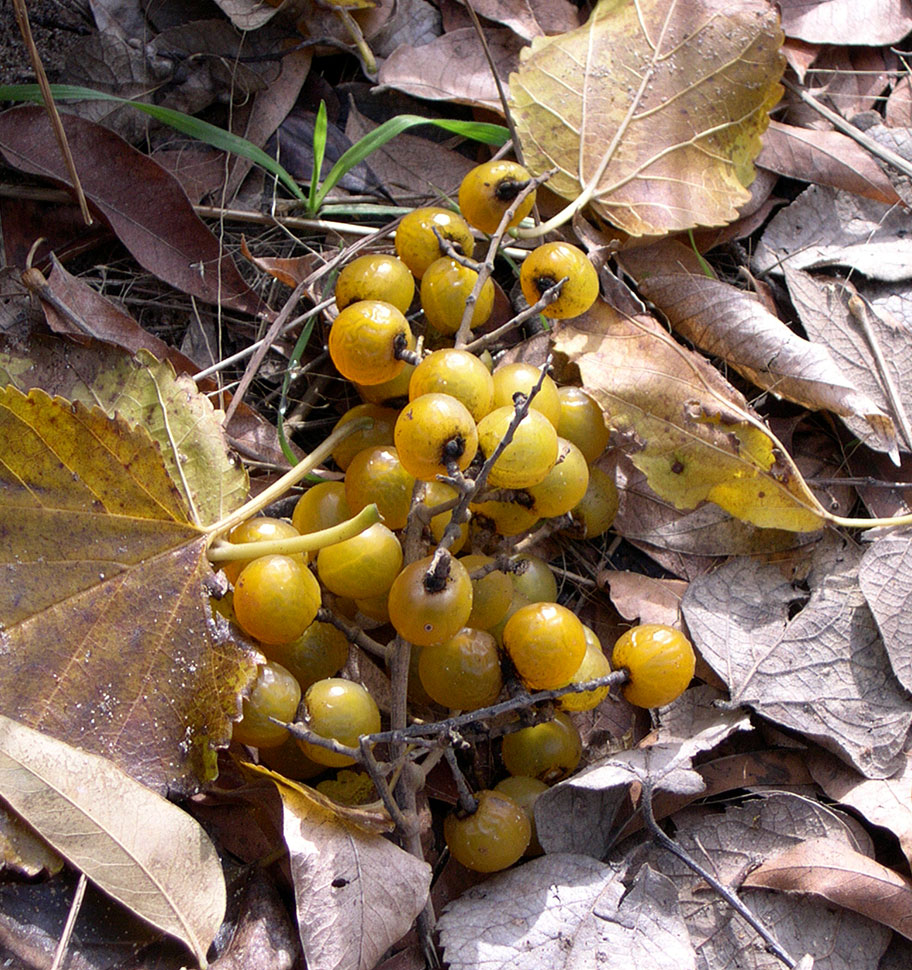
Sapindus drummondii

Các loài sau đây hiện được chấp nhận (tháng 2 2024):
1. Sapindus chrysotrichus Gagnep. - miền nam Việt Nam
2. Sapindus delavayi (Franch.) Radlk. – Trung Quốc, Ấn Độ
3. Sapindus drummondii Hook. & Arn. Hoa Kỳ (Arizona, Colorado, Louisiana, v.v.)
4. Sapindus emarginatus Vahl – Ấn Độ
5. Sapindus lippoldii I.M.Turner - Cuba
6. Sapindus mukorossi Gaertn. - Đông Nam Á: bồ hòn, bồ hòn xà phòng, bòn hòn, lai patt (ghi âm tiếng Xtiêng).
7. Sapindus oahuensis Hillebr. ex Radlk. - Hawaii)
8. Sapindus rarak DC. - Đông Nam Á: bồ hòn, mao biện vô hoạn tử (phiên âm Hán - Việt).
9. Sapindus saponaria L. – Châu Mỹ, những hòn đảo Thái Bình Dương; 4 phân loài: du nhập vào châu Á - bồ hòn, vô hoạn tử (phiên âm Hán - Việt).
10. Sapindus sonlaensis H.M.Tam, N.K.Khoi, N.T.Cuong & T.B.Tran - Sơn La
11. Sapindus tomentosus Kurz - Trung Quốc
12. Sapindus trifoliatus L. - Ấn Độ
13. Sapindus vitiensis A.Gray  - Samoa, Fiji)